# Bułyk
Bułyk (ros. Булык) – wieś w Rosji, w Buriacji, w rejonie dżydińskim. W 2010 liczyła 620 mieszkańców.